# Daysdale
Daysdale är en ort i Australien. Den ligger i kommunen Corowa Shire och delstaten New South Wales, i den sydöstra delen av landet, omkring 490 kilometer sydväst om delstatshuvudstaden Sydney. Antalet invånare är 199.
Runt Daysdale är det mycket glesbefolkat, med 4 invånare per kvadratkilometer.. Närmaste större samhälle är Oaklands, omkring 16 kilometer nordväst om Daysdale.
Trakten runt Daysdale består till största delen av jordbruksmark. Genomsnittlig årsnederbörd är 685 millimeter. Den regnigaste månaden är februari, med i genomsnitt 86 mm nederbörd, och den torraste är oktober, med 33 mm nederbörd.